# Friedrich Leonhard Conrad von Tschirschky und Bögendorff
Friedrich Leonhard Conrad von Tschirschky und Bögendorff (geb. 12. Oktober 1760 in Johnsdorf, Landkreis Brieg; gest. 23. Januar 1810 in Breslau, Provinz Schlesien) war ein preußischer Justizrat, Landrat und Landschaftsdirektor.

## Herkunft

Wappen derer von Tschirschky

Friedrich Leonhard Conrad von Tschirschky und Bögendorff war Angehöriger des schlesisch-böhmischen Adelsgeschlechtes Tschirschky. Er war der Sohn von Friedrich Gotthard Hartwig von Tschirschky und Bögendorff, Erbherr auf Johnsdorf und preußischer Landrat des Landkreises Brieg von 1753 bis 1765 und dessen Ehefrau Juliane Marie Margarethe (1729–1789), geb. von Tschirschky aus dem Haus Kunsdorf. Nach dem frühen Tod seines Vaters im Jahr 1765 wurde er von seinem Pflegevater George Heinrich von Tschirschky, preußischer Landrat der Landkreise Oppeln (1752–1765) und Falkenberg O.S. (1770–1785), aufgenommen und erzogen. Ein Onkel von ihm war der preußische Regierungspräsident und Erbherr auf Schönwitz und Johnsdorf, Adam Leonhard von Tschirschky und Bögendorff (1723–1786).

## Werdegang
Friedrich Leonhard absolvierte zunächst für drei Jahre ein Studium der Rechtswissenschaften an der Universität Frankfurt (Oder). Im Anschluss war er als Referendar bei der Kriegs- und Domänenkammer zu Breslau tätig. Nach dem Tod seines Pflegevaters im Juni 1785 übernahm er das Gut Schönwitz, das er von ihm geerbt hatte. Im Jahr 1797 wurde er Nachfolger von Johann Ludwig Ernst von Lyncker als Landrat des Landkreises Oppeln. Nachdem er die juristische Prüfung abgelegt hatte, wurde er am 12. Juni 1799 Justizrat in den Kreisen Oppeln und Falkenberg. Im Juli 1804 wurde er zum Landschaftsdirektor von Oberschlesien ernannt. Das Amt als Landrat in Oppeln übte er bis zu seinem Tod im Jahr 1810 aus.

## Persönliches
Friedrich Leonhard Conrad von Tschirschky und Bögendorff war seit 1787 mit Anna Charlotte Christiane, geb. von Tschirschky aus dem Hause Girlachsdorf, verheiratet. Im gleichen Jahr wurde er Mitglied einer Loge.